# Knobkierrie
Un knobkierrie, également appelé knobkerrie, knopkierie ou knobkerry, est un type de bâton africain ou casse-tête principalement utilisé dans l'Est et le Sud de l'Afrique. 

## Usage
Il est généralement taillé dans un bois dur et possède un embout rond constitué du nœud racinaire. Il peut être lancé sur un animal durant la chasse ou frapper la tête d'un ennemi à la guerre. Le nom dérive du mot afrikaans knop, signifiant « nœud » ou « boule » et du mot kierie, signifiant « canne » ou « bâton de marche ». Ce mot s'est étendu parmi les aborigènes d'Australie ou ceux des îles de l'océan Pacifique, notamment. Les Zoulous appelaient cette arme l'iWisa.
Durant l'apartheid en Afrique du Sud, ce type de bâton était souvent utilisé par les manifestants et parfois par les forces policières qui s'opposaient à eux,. Les knobkierries sont utilisés principalement en milieu rural.

## Galerie

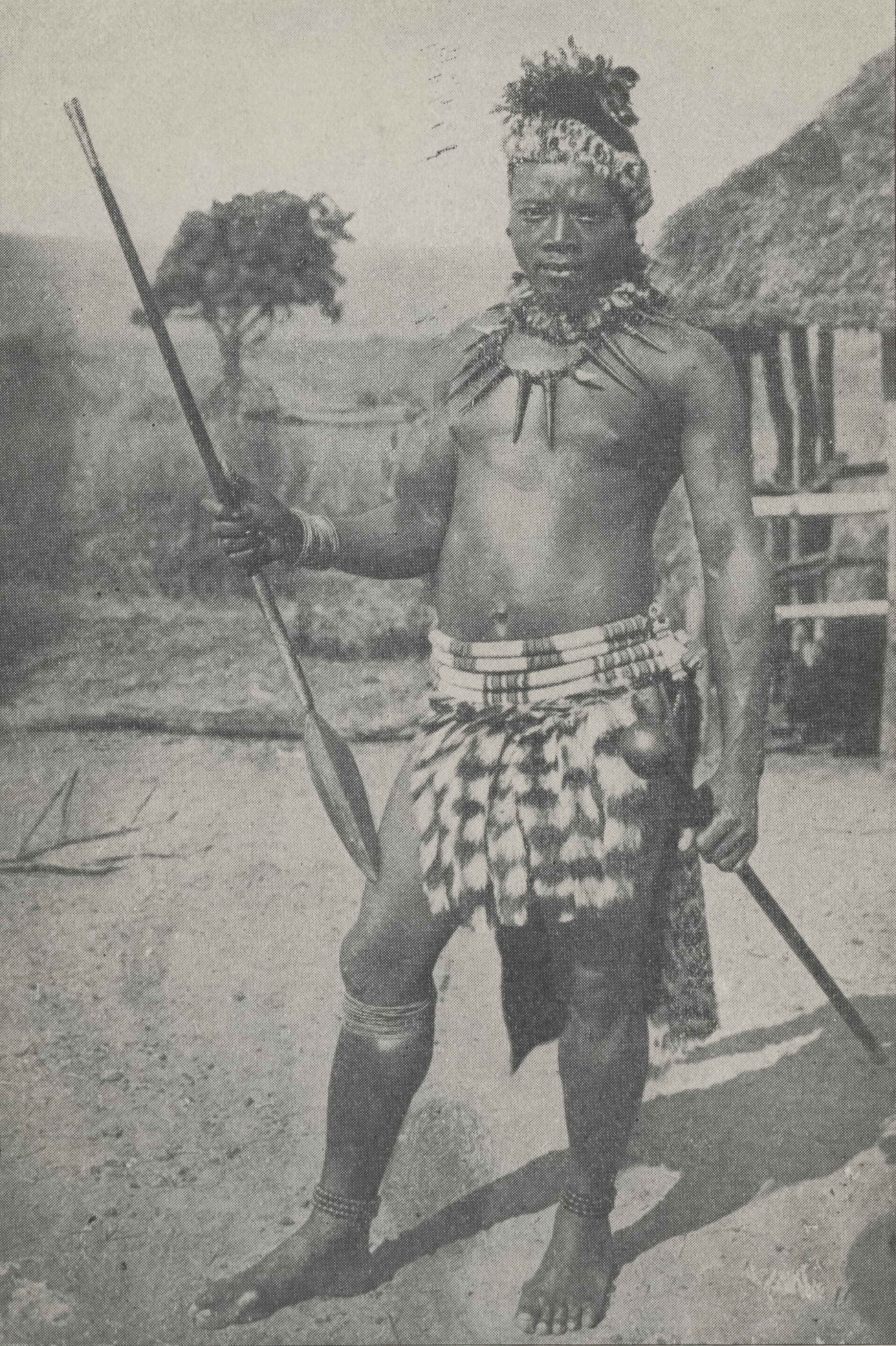
Guerrier zoulou portant l'iWisa et l'iKlwa (sagaie) en 1917
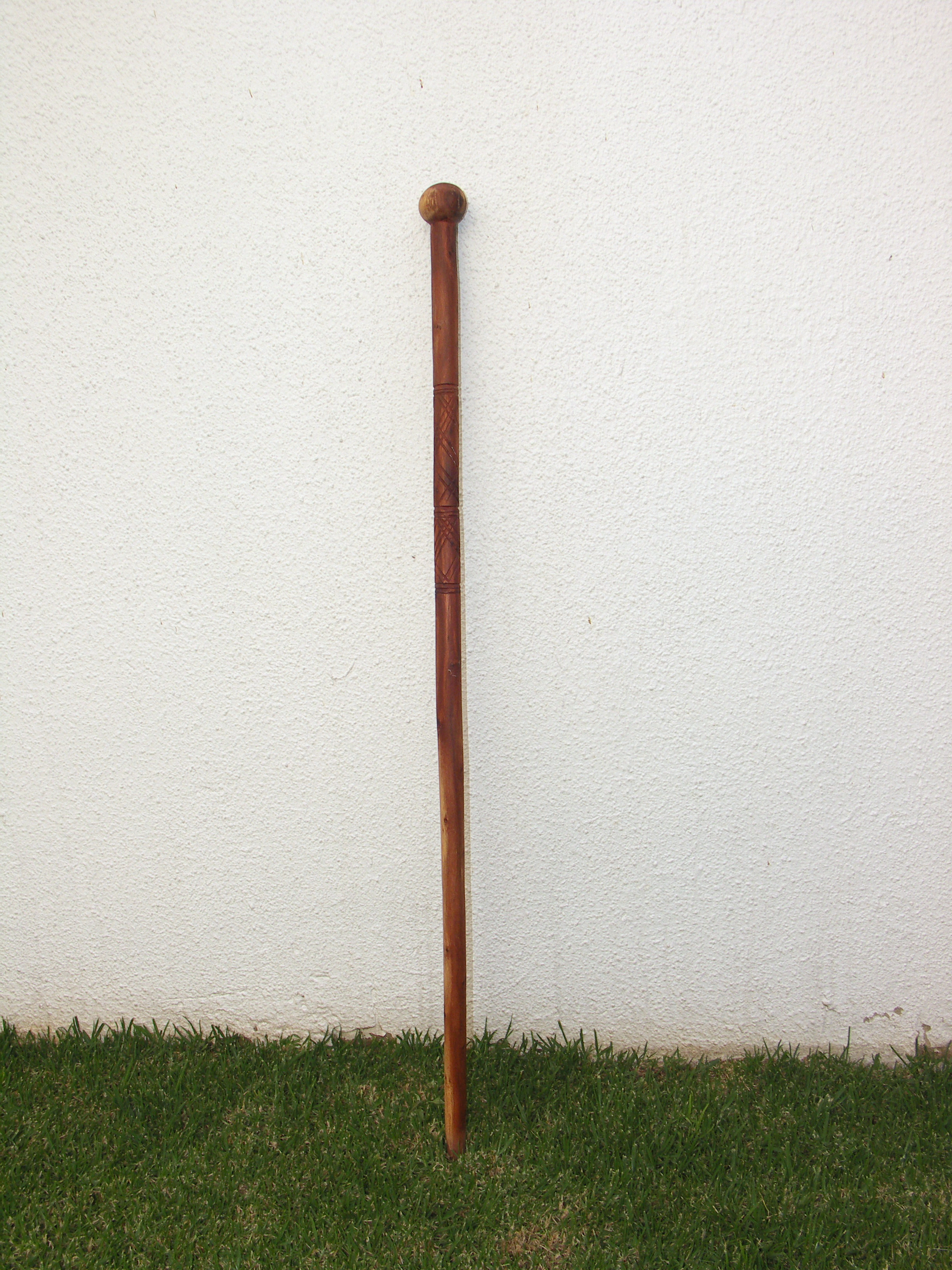
Knobkierrie simple
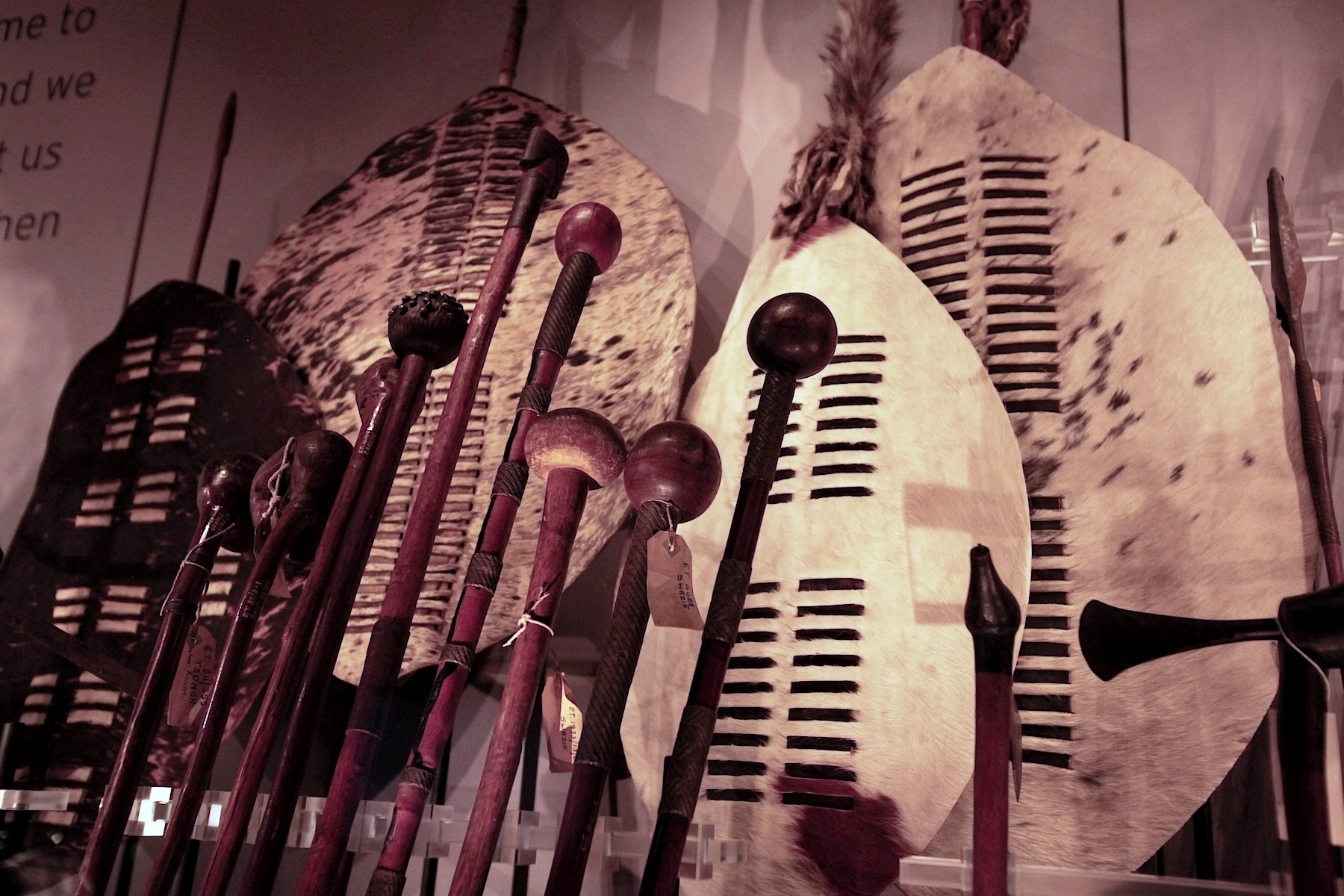
Collection de knobkerries et de boucliers zoulous
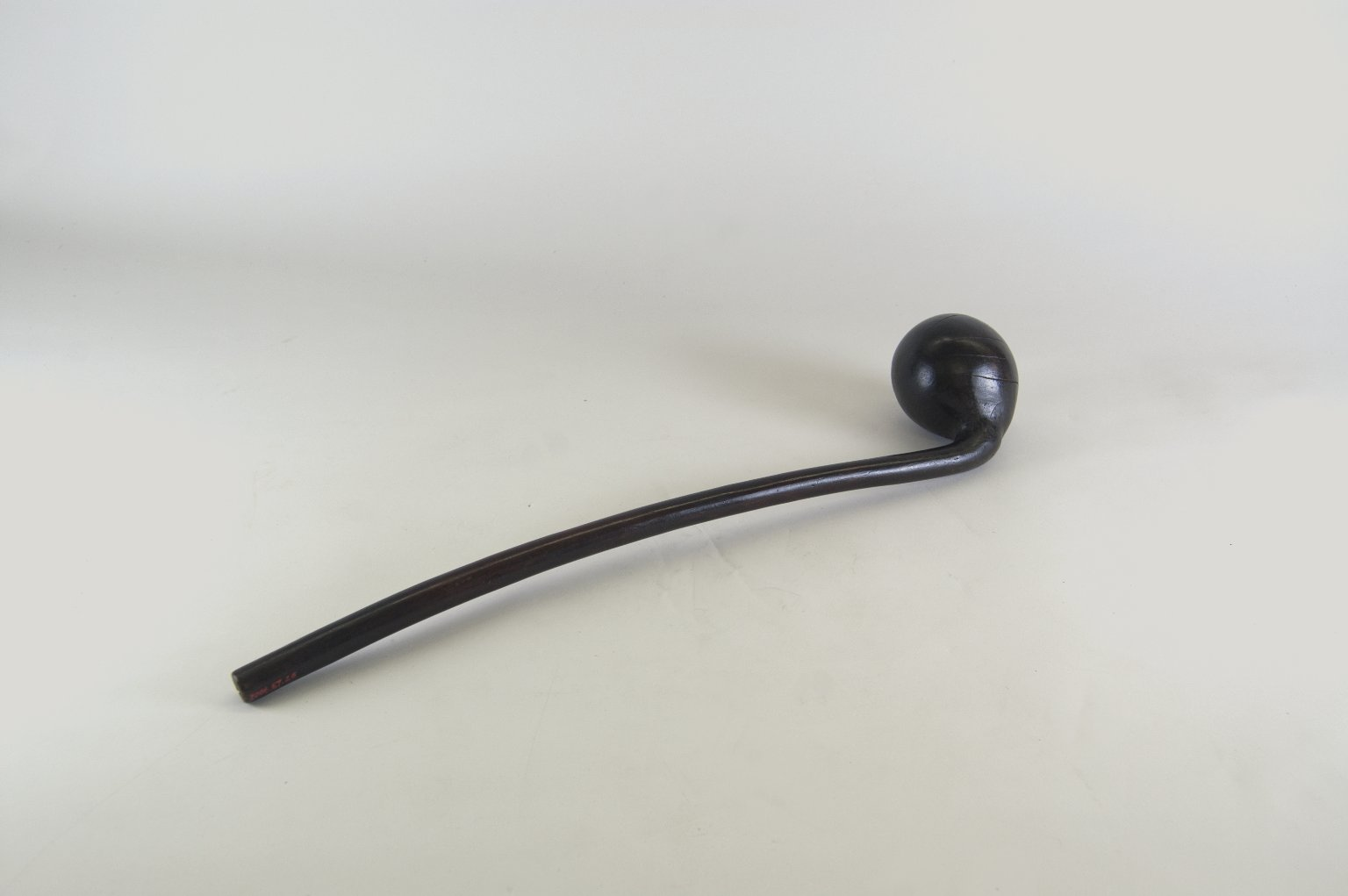
iWisa zoulou
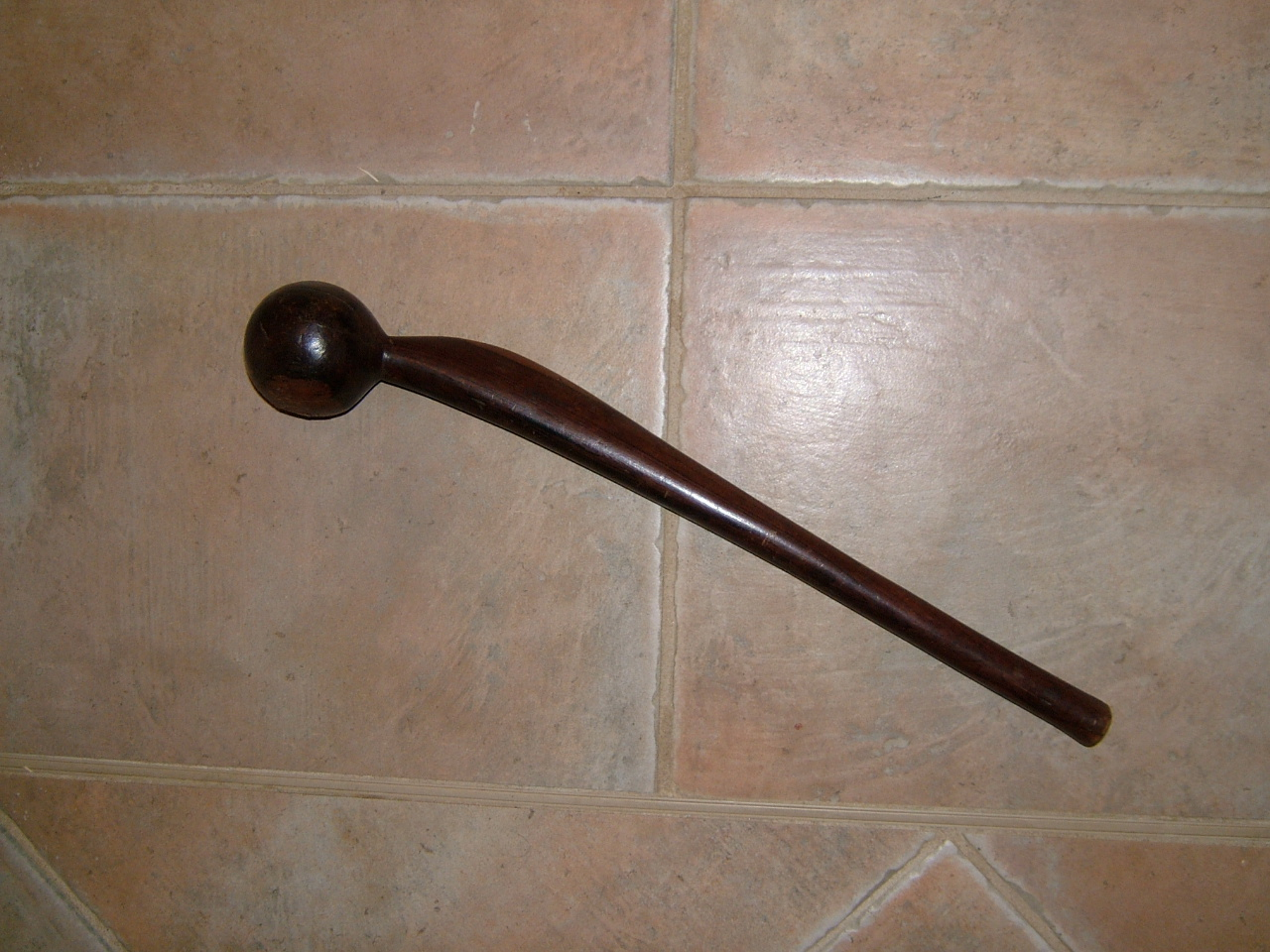
iWisa
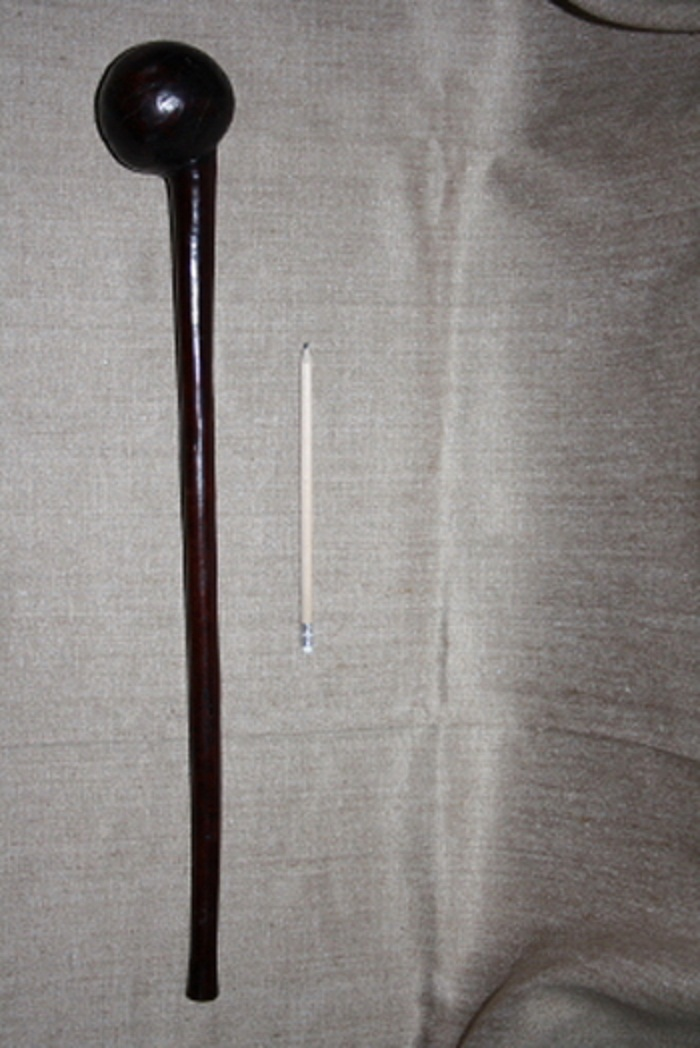
Knobkierrie zoulou